# Hydra (truyện tranh)
HYDRA là một tổ chức khủng bố hư cấu xuất hiện trong các tập truyện tranh của Marvel Comics. Tên gọi "HYDRA" có nguồn gốc từ con quái vật Hydra trong thần thoại. Câu khẩu hiệu của tổ chức này cũng có nguồn gốc từ các giai thoại về HYDRA ("nếu một đầu bị chặt đứt, hai đầu khác sẽ mọc lại"), nhằm mục đích chứng minh khả năng kháng cự và phát triển mạnh mẽ của chúng. Các đặc vụ HYDRA thường mặc trang phục màu xanh lá cây.

## Lịch sử phát hành
HYDRA lần đầu xuất hiện trong Strange Tales #135 (tháng 8 năm 1965). Theo nguyên bản, người đứng đầu của tổ chức là doanh nhân Arnold Brown, người bị S.H.I.E.L.D. tiêu diệt trong một lần truy quét tổ chức HYDRA. HYDRA sau đó nhanh chóng trở lại với người lãnh đạo mới Baron Wolfgang von Strucker, cùng sự trợ giúp từ phía thành viên Đức Quốc xã là Red Skull. Sau thất bại đầu tiên của HYDRA, một vài tổ chức con như A.I.M. (Advanced Idea Mechanics) và Secret Empire đã tách ra hoạt động riêng.

## Tổ chức
—Lời thề Hydra trích từ Strange Tales #135 (8/1965)
Trước khi nhân loại tiến hóa, một nhóm reptoid bất tử đội mũ chùm đầu tới Trái Đất và dự định khởi đầu một di sản không mấy tốt đẹp. Hàng triệu năm sau, họ chi phối một nhóm gồm các thiên tài người châu Á mang tên Brotherhood of the Spear, mà Brotherhood of the Shield gọi là "the Beast".  Nhóm Brotherhood of the Spear bắt đầu dàn trải lực lượng như một con rắn nhiều đầu, thâm nhập vào mọi lĩnh vực của xã hội loài người, từ khoa học tới chính trị. Nhóm này sau đó đổi tên, đồng thời bổ sung thêm các nhóm trực thuộc như nhóm theo phái Cathari hay tổ chức Thule Society. Một nhóm con theo chủ nghĩa quốc xã được bảo trợ bởi Thule Society cũng đá gia nhập hàng ngũ HYDRA sau Chiến tranh thế giới thứ hai.
Baron Wolfgang von Strucker, một thành viên của Nazi, nhanh chóng nắm quyền kiểm soát tổ chức HYDRA và sử dụng nó làm công cụ để hiện thực hóa giấc mơ bá chủ thế giới thông qua các hoạt động khủng bố và lật đổ tại nhiều mặt trận, cuối cùng dẫn tới Trật tự thế giới mới tuân theo Chủ nghĩa phát xít mới. Để làm được điều này, Baron Strucker sử dụng tài sản cá nhân tích trữ từ những cuộc cướp bóc trong Thế chiến thú hai, và các quỹ được thành lập bởi các lãnh tụ của nhóm bí mật của người Nhật sau này trở thành HYDRA cũ. Tuy nhiên sau cái chết đầu tiên của Strucker, HYDRA phân tán thành nhiều nhóm phân tán (như AIM, Secret Empire, Them, v.v.), và mỗi nhóm có một cách thức hoạt động khác nhau. Mâu thuân giữa các nhóm này về sau làm bùng phát một cuộc nội chiến HYDRA, thậm chí vẫn tiếp diễn sau khi Strucker hồi sinh.
Sau Secret Invasion và cái chết thứ hai của Baron Strucker, một loạt các cuộc tranh giành quyền lực nổ ra khiến HYDRA trải qua một giai đoạn rắn mất đầu. Sự chia rẽ và hoạt động độc lập trong tổ chức của HYDRA lên cao. Cuối cùng Red Skull bắt đầu xây dựng lại một HYDRA mới từ con số không. Tuy nhiên hắn lại xung đột với Baron Zemo, kẻ đang mưu toan kiểm soát những gì còn sót lại của HYDRA cũ.

## Công nghệ
Trình độ công nghệ của HYDRA tân tiến không thua kém bất cứ ai trên Trái Đất, một phần dựa vào công nghệ của người ngoài hành tinh Gnobian mà Baron von Strucker khám phá ra năm 1944. HYDRA sử dụng thử nghiệm nhiều loại phương tiện di chuyển và thiết bị tiên tiến khi hoạt động, cũng như nhiều phương tiện quân sự, tàu biển, máy bay, súng lục, các loại force blaster có sức công phá lớn, và các thiết bị liên lạc thông thường.
Thành viên của HYDRA được phát cho các bộ áo liền quần có mũ trùm đầu, với nhiều mẫu thiết kế khác nhau qua từng gia đoạn. Theo nguyên gốc, trang phục có màu xanh lục với chữ H màu vàng ở phía trước, sau đó chuyển sang tông màu đỏ và nâu, nhưng cuối cùng vẫn trở về màu xanh lục cùng họa tiết rắn.

## Lịch sử tổ chức giả tưởng
Lịch sử của HYDRA trong mạch truyện của Marvel Universe là một câu chuyện dài, hỗn loạn và phức tạp, trải dài nhiều thiên niên kỷ từ thời Vương triều III của Ai Cập cho tới thời Phục hưng. Các thành viên còn sót lại của Đức Quốc xã và Đế quốc Nhật (trong đó có The Hand) được tập hợp lại và trở thành hóa thân hiện đại của HYDRA.
Một nhóm theo chủ nghĩa dân tộc cực đoan Nhật lên kế hoạch sử dụng HYDRA để lật đổ chính phủ dân chủ tự do Nhật Bản, ám sát thủ tướng và thiết lập chính phủ quân phiệt với mục tiêu tái quân sự hóa Nhật Bản. Tuy nhiên, sau khi gia nhập HYDRA, Baron Wolfgang von Strucker nắm quyền kiểm soát tổ chức và xây dựng căn cứ Tsunami - còn gọi là Đảo HYDRA. Đảo HYDRA sau đó bị tấn công bởi Leatherneck Raiders và Japanese Samurai Squad, còn căn cứ bị phá hủy. Strucker dần dần hướng tổ chức tới mục tiêu thống trị thế giới. Tuy vậy chiến dịch này của hắn bị cản trở bởi Charles Xavier hay sau này là Magneto và nhiều người khác, và một khi HYDRA bắt đầu hoạt động công khai hơn, S.H.I.E.L.D. được thành lập để chống lại những nguy cơ mà HYDRA có thể gây ra đối với an ninh thế giới. Sau khi HYDRA được cho là đã ám sát giám đốc điều hành đầu tiên của S.H.I.E.L.D., Nick Fury là người được bổ nhiệm thay thế. Các đặc vụ của HYDRA âm mưu ám sát Nick Fury trước khi ông được chỉ định làm giám đốc của S.H.I.E.L.D. nhưng không thành công.
Quyết định bổ nhiệm này, cộng với nhiều thất bại của HYDRA trong đó có nỗ lực tống tiền bất thành bằng Betatron Bomb, việc phát minh ra Overkill Horn (được dùng để kích hoạt tất cả bom nguyên tử trên thế giới), hay loại bom sinh học "Death-Spore", đã trực tiếp dẫn tới cái chết đầu tiên của Strucker mà thủ phạm là nhiều đặc vụ HYDRA bị Fury đánh lừa. Sau khi von Strucker chết, các thành phần còn lại trong HYDRA bắt đầu chia rẽ thành nhiều nhóm với cách thức hoạt động riêng. Nhiều nhóm trong số đó phát triển các "siêu đặc vụ", tuy nhiên những siêu đặc vụ này lại tiếp tục tách ra và trở thành đặc vụ độc lập, hay thậm chí, trở thành siêu anh hùng như Spider-Woman đầu tiên. Trong thời kỳ này, sức mạnh tập thể của họ bị tổn hại không chỉ bởi thường xuyên đấu đá lẫn nhau, mà còn vì chính sách hoạt động theo kiểu tự trừng phạt thất bại của chính mình bằng cái chết. Điều đó có nghĩa họ thường giết hại lẫn nhau hơn sau các thất bại trước S.H.I.E.L.D., các siêu anh hùng hay thậm chí là dân thường nhưnhoms đua xe máy Team America. Von Strucker sau đó hồi sinh và thống nhất nhiều nhóm HYDRA lại với nhau dưới sụ lãnh đạo của y, tái khởi động lại cuộc chiến với S.H.I.E.L.D. và nhân loại trong nhiều năm tiếp theo.
Mặc cho những cải tổ của Baron, nhiều nhóm HYDRA tiếp tục thực hiện các nhiệm vụ độc lập trong Marvel Universe và gây ra cuộc nội chiến HYDRA. Trong lúc Baron Helmut Zemo đóng băng Strucker trong stasis, Gorgon và người vợ thứ hai của Strucker là Elsbeth von Strucker bí mật tạo ra một bản sao của Strucker. Bản sao này được hai người trên tạo ra để lật đổ và xử tử Strucker, sau đó thiết lập một đội quân gồm các siêu anh hùng và supervillain bị tẩy não, trong đó có Northstar và Elektra nhằm thực hiện một cuộc tấn công tổng lực vào S.H.I.E.L.D. Cuộc tấn công cuối cùng bị hóa giải còn Gorgon bị Wolverine tiêu diệt.
HYDRA sau đó lên kế hoạch dốc toàn lực tấn công toàn nước Mỹ bằng cách lén đưa tên lửa vào New York và sử dụng chúng trong cuộc tấn công bằng vũ khí sinh học lên Ogallala Aquifer. Một đội gồm các thành viên có sức mạnh của một vài Avengers (Người Sắt, Captain America và các cựu Avengers Thor và Hawkeye) được cử để đánh lạc hướng, tuy nhiên đã bị Spider-Man và các New Avengers khác ngăn chặn.
Khi Spider-Woman (Jessica Drew) bị S.H.I.E.L.D. bắt giữ trong Civil War, HYDRA tấn công Helicarrier của S.H.I.E.L.D. và giải cứu cô. Spider-Woman, một đặc vụ của S.H.I.E.L.D. và thành viên của Avengers, làm việc cho HYDRA theo chỉ đạo của Nick Fury, người mà cô vẫn trung thành. HYDRA muốn cô thay thế Viper làm lãnh tụ của tổ chức, tuy nhiên Spider-Woman từ chối lời đề nghị này, đồng thời làm nổ tung căn cứ của HYDRA.
Khi Spider-Woman tiết lộ mình chính là Nữ hoàng Veranke của Đế quốc Skrull, HYDRA được lãnh đạo bởi Nghị sĩ Woodman. Dưới sự cai trị của ông, Hardball, dưới sự ủy quyền của Power Broker, được cử làm điệp viên hai mang, vừa làm tân binh của Initiative vừa là điệp viên cho HYDRA với vai trò thu thập thông tin về Initiative và làm việc vặt cho HYDRA để đổi lấy chi phí chăm sóc sức khỏe cho người anh trai tàn tặt của mình, người từng là đô vật chuyên nghiệp.
Tuy nhiên, Hardball, đau đớn vì những gì mà Woodman bắt anh phải chịu đựng, cộng thêm việc Komodo có ý đồ loại anh ra khỏi HYDRA khi tiết lộ bí mật của Hardball cho Gravity, nhẫn tâm giết hại Nghị sĩ Woodman ngay trước mặt cấp dưới của ông ta. Cuộc đảo chính thành công, Hardball trở thành Lãnh tụ tối cao mới của tổ chức, cắt đứt mọi ràng buộc với cuộc sống trước đây của mình. Tuy nhiên việc gia nhập HYDRA của anh hóa ra là vì anh không còn chốn dung thân. Anh sau đó đầu hàng Shadow Initiative, và bị nhốt trong nhà tù Negative Zone.
Sau Secret Invasion, Nick Fury khám phá ra rằng S.H.I.E.L.D. đang bị HYDRA kiểm soát, và có vẻ nhu là đã bị kiểm soát ngay từ đầu thành lập. Ông cũng khám phá ra rằng nhiều tổ chức cũng bị HYDRA thâu tóm như Ban Khoa học và Công nghệ FBI, NSA và Bộ Ngân khố của Hoa Kỳ, cũng như Tổng cục tình báo Quân đội Nga và Cục Tình báo Đối ngoại của Nga và Cục Tình báo An ninh Canada.
Trong khi đó, sau khi phải phá hủy căn cứ Ichor dưới lòng biển của HYDRA, Von Strucker quyết định xây dựng kại HYDRA từ bàn tay trắng. Sau khi biết được Fury đã tìm ra sự thật, Von Strucker triệu tập những thành viên chủ chốt của HYDRA: Viper, Madame HYDRA, Kraken, và The Hive; đồng thời hồi sinh The Gorgon.
HYDRA (cùng A.I.M.) sau đó liên minh với H.A.M.M.E.R.. Sau khi Norman Osborn bị đánh bại, H.A.M.M.E.R. tan rã còn Madame HYDRA sử dụng những thành viên còn lại để củng cố lực lượng cho HYDRA.
Sau khi Pleasant Hill - một cộng đồng nơi Maria Hill giam giữ nhiều kẻ xấu, tẩy não họ và bắt họ tin rằng họ là những công dân bình thường bằng khối lập phương Cosmic Cube - bị phát hiện và đóng cửa, bản sao của Red Skull đã tận dụng những phản ứng dữ dội của cộng đồng để tập hợp một đội quân HYDRA mới với những người đầu tiên là Sin và Crossbones. Mặc dù ý định chính của hắn là tái xây dựng tổ chức, tuy nhiên đây lại là thắng lợi quan trọng bởi Cosmic Cube đã thay đổi ký ức của Steve Rogers khiến anh ta tin rằng mình là một đặc vụ ngầm của HYDRA từ khi còn nhỏ.

## Trong các phương tiện truyền thông khác

### Truyền hình
- Trong The Incredible Hulk, tập "Enter: She-Hulk", Hulk và She-Hulk đấu với lực lượng của HYDRA.
- HYDRA có mặt trong X-Men: Evolution. Trong các tập "X-23" và "Target X", họ đứng đằng sau việc tạo ra X-23 từ DNA của Wolverine, trong đó Viper là thủ lĩnh HYDRA tối cao còn Omega Red và Gauntlet đóng vai lính đánh thuê cho HYDRA.
- HYDRA có mặt trong The Avengers: Earth's Mightiest Heroes. Họ xuất hiện lần đầu trong tập "Meet Captain America" như một chi nhánh của Đức Quốc xã dưới sự cai trị của Baron Heinrich Zemo còn Red Skull là lính siêu cấp của HYDRA.[22] Trong tập "Iron Man is Born", HYDRA đánh cắp công nghệ của Stark Industries để cải tiến các robot Dreadnought và chuẩn bị cho cuộc tấn công Liên Hợp Quốc, tuy nhiên đã bị Người Sát ngăn chặn. Trong tập "Hulk vs the World", Black Widow là điệp viên hai mang của HYDRA và đánh cắp DNA của Hulk và biến Hawkeye thành điệp viên hai mang. Trong tập "Panther's Prey", Grim Reaper và HYDRA lấy được Vibranium của Man-Ape và Ulysses Klaw khi Man-Ape lên nắm quyền tại Wakanda. Trong tập "Widow's Sting", Grim Reaper và HYDRA gặp MODOK và A.I.M. để thương lượng về việc chế tạo Cosmic Cube, tuy nhiên đã bị Hawkeye ngăn chặn khi đang tìm kiếm Black Widow. Trong tập "Hail HYDRA", HYDRA và A.I.M. đánh nhau để tranh giành Cosmic Cube buộc Avengers phải can thiệp. Black Widow hóa ra là điệp viên hai mang thâm nhập vào hàng ngũ HYDRA để tìm hiểu về Cosmic Cube.
- HYDRA xuất hiện trong The Super Hero Squad Show. Trong tập "Brouhaha at the World's Bottom", Baron Strucker cầm đầu lực lượng HYDRA tấn công S.H.I.E.L.D. ở Nam Cực nhằm chiếm đoạt công nghệ ở đây và bước vào một thế giới mới.
- HYDRA có mặt trong Agents of S.H.I.E.L.D., một series truyền hình lấy bối cảnh trong Vũ trụ Điện ảnh Marvel. HYDRA bắt đầu xuất hiện từ giữa mùa 1 (có liên hệ với phim Captain America: The Winter Soldier). Ở mùa hai, giám đốc mới của S.H.I.E.L.D., Phil Coulson cố gắng tìm cách tiêu diệt HYDRA. Mùa ba mô tả lại lịch sử của HYDRA, cho biết tổ chức này là một hội tôn giáo cổ đại đứng đầu là một Inhuman mang tên Hive còn tổ chức theo chủ nghĩa Quốc xã hiện nay là hóa thân gần nhất của nhóm này.

### Phim điện ảnh
- HYDRA xuất hiện trong phim điện ảnh phát trên truyền hình Nick Fury: Agent of S.H.I.E.L.D.. Đặc vụ của HYDRA mặc đồ vest kiểu Men in Black chứ không phải đồng phục màu xanh lục trong truyện tranh.
- HYDRA xuất hiện trong phim hoạt hình Ultimate Avengers 2 với nhiệm vụ chống lại Captain America.
- HYDRA xuất hiện trong Heroes United: Iron Man and Hulk. Các nhà khoa học của HYDRA là tiến sĩ Cruler và tiến sĩ Fump thuê Abomination bắt Hulk về làm thí nghiệm. Sau đó họ lại quay sang sử dụng Abomination trong chính thí nghiệm của mình.
- HYDRA xuất hiện trong Heroes United: Iron Man & Captain America.[23]
- HYDRA là một nhân tố quan trọng trong Vũ trụ Điện ảnh Marvel (MCU). Họ không tin tưởng vào sự tự do của nhân loại và buộc nhân loại phải phục tùng họ. Khẩu hiệu của tổ chức này trong MCU được rút gọn và sửa đổi thành: "Chặt một đầu, hai đầu khác sẽ thay thế! HYDRA muôn năm!"
  - HYDRA xuất hiện lần đầu trong Captain America: Kẻ báo thù đầu tiên (2011) dưới sự chỉ huy của Red Skull, người ban đầu làm việc trong bộ phận khoa học của Đức Quốc xã. Sau khi đoạt được Tesseract, Red Skull phản bội Đức Quốc xã sau khi liên tiếp bị quân Đồng Minh đánh bại, đồng thời sai tiến sĩ Arnim Zola sản xuất hàng loạt vũ khí sử dụng năng lượng của khối Tesseract. Red Skull bị lưu đày qua một cổng không gian sau khi chạm vào Tesseract, còn Zola bị bắt và các căn cứ của HYDRA bị lực lượng Howling Commando do Steve Rogers (Captain America) đứng đầu phá hủy.
  - Trong The Avengers (2012), S.H.I.E.L.D. thu thập mọi thứ liên quan tới Tesseract (khi đó đang nằm trong tay của Loki), trong đó có công nghệ của HYDRA, cũng để sản xuất hàng loạt vũ khí sử dụng năng lượng của khối Tesseract. Kế hoạch này về sau bị hủy để nhường chỗ cho việc thành lập nhóm Avengers. Sau khi bị đánh bại, Loki bị Thor đưa về Asgard cùng khối Tesseract.
  - HYDRA trở lại trong Captain America: The Winter Soldier (2014) mặc dù tổ chức này có vẻ như đã tan rã. Khi S.H.I.E.L.D. được thành lập, Arnim Zola tận dụng việc mình được tuyển vào tổ chức này để hồi sinh HYDRA từ bên trong, bí mật gây ra các cuộc xung đột, thậm chí tẩy não bạn thân còn sống của Rogers là Bucky Barnes thành Chiến binh Mùa đông rồi sai anh gây ra hàng chục vụ ám sát. Sau khi Zola chết bệnh và được cấy ý thức vào trong máy tính, quyền chỉ huy HYDRA được giao cho một thành viên của S.H.I.E.L.D. là Alexander Pierce. Khi Nick Fury và Hội đồng An ninh Thế giới quyết định thực hiện "Project: Insight", HYDRA bí mật lên kế hoạch sử dụng lợi thế của mình nhằm loại bỏ mọi đe dọa nhắm vào chúng. Captain America, Black Widow, Fury và Falcon phát hiện ra và phơi bày kế hoạch này ra thế giới, giết chết Pierce và làm phá sản Project: Insight.
  - Trong Avengers: Đế chế Ultron, một nhánh của HYDRA dưới trướng của Baron Strucker và tiến sĩ List sử dụng cây quyền trượng mà Loki lấy của Thanos để tạo ra nhiều loại vũ khí và siêu nhân như Quicksilver và Scarlet Witch. Trong cuộc tấn công của Avengers vào sào huyệt của Strucker ở Sokovia, tiến sĩ List bị Người Sắt tiêu diệt còn Strucker bị Avengers bắt sống nhưng cuối cùng vẫn  bị Ultron thủ tiêu.
  - Trong Người kiến, một nhóm HYDRA do Mitchell Carson cầm đầu muốn mua công nghệ thu nhỏ của Darren Cross. Ant-Man hạ gục các điệp viên của HYDRA tuy nhiên để Carson tẩu thoát.
  - HYDRA xuất hiện trong Captain America: Civil War. Nội dung phim cho biết Vasily Karpov, một sĩ quan Liên Xô làm việc cho HYDRA, đã ra lệnh cho Chiến binh Mùa đông Bucky Barnes ám sát vợ chồng Howard và Maria Stark rồi dàn dựng thành tai nạn để đánh cắp năm mẫu huyết thanh siêu chiến binh trên xe của họ. Karpov sau đó giám sát việc tiêm những huyết thanh này cho đội sát thủ hàng đầu của HYDRA để tạo ra năm chiến binh mùa đông nữa tại một căn cứ ở Xibia. Những tên này mạnh hơn nhưng tâm trí bất ổn hơn Barnes, vậy nên chúng bị giam vào buồng ngủ đông rồi bị bỏ quên hàng chục năm. Helmut Zemo thẩm vấn và thủ tiêu Karpov để chiếm quyển sách điều khiển Chiến binh Mùa đông. Tìm được căn cứ ở Xibia sau khi ép Barnes khai ra bằng quyển sách, hắn giết cả năm Chiến binh Mùa đông đang ngủ và lấy đi cuộn băng ghi lại vụ ám sát Howard và Maria để chuẩn bị cho âm mưu chia rẽ nhóm Avengers, mà cụ thể hơn là giữa Tony Stark và Steve Rogers vì Rogers vẫn đang giấu Stark sự thật về cái chết của bố mẹ mình.
  - HYDRA trở lại trong Avengers: Hồi kết, khi nhóm Avengers du hành thời gian để mượn các viên đá vô cực từ quá khứ. Sau trận New York năm 2012, cây trượng được giao cho đội S.T.R.I.K.E. và Jasper Sitwell, mà nhóm Avengers khi đó chưa biết chúng là gián điệp của HYDRA. Rogers phiên bản năm 2023 dụ được chúng cho mình mượn cây trượng bằng lời thì thầm: "HYDRA muôn năm." Bộ phim còn tiết lộ nhóm Avengers năm 2012 phải rất vất vả để buộc Pierce và các nhân vật chóp bu khác từ bỏ khối Tesseract sau hàng chục năm sử dụng.

### Trò chơi điện tử
- HYDRA xuất hiện trong X-Men: The Official Game[cần dẫn nguồn]. Trong game này, HYDRA chịu trách nhiệm một phần trong việc chế tạo Master Mold và Sentinel cùng với William Stryker. Theo lệnh của Silver Samurai, HYDRA xâm nhập căn cứ của Stryker để xóa bỏ mọi bằng chứng và trang bị cho Sentinel nhưng vô tình lại kích hoạt Master Mold.
- HYDRA là nhân vật phản diện chính trong game dòng Sega 32X có tên Spider-Man: Web of Fire.[cần dẫn nguồn]
- HYDRA xuất hiện trong Marvel: Avengers Alliance.[cần dẫn nguồn] Các thành viên gồm có Baron Helmut Zemo, Moonstone, Viper, và nhóm HYDRA Four. Các Power Armor của HYDRA đóng vai trò là boss và được tạo ra từ công nghệ ăn cắp của Stark Industries. Lính của họ gồm HYDRA Ballista, HYDRA Burner, HYDRA Cannon, HYDRA Judicator, HYDRA Officer, HYDRA Pyro, HYDRA Soldier và HYDRA Vanguard.
- HYDRA xuất hiện trong Avengers Initiative với tư cách là kẻ thù trong các màn có sự xuất hiện của Captain America.[24]
- HYDRA xuất hiện trong Marvel Heroes.[cần dẫn nguồn]
- Các đặc vụ HYDRA xuất hiện trong Lego Marvel Super Heroes. Red Skull và Arnim Zola xuất hiện trong một căn cứ của HYDRA bên dưới Tòa nhà Empire State.[cần dẫn nguồn]